# Sima Yi
Pour les articles homonymes, voir Sima.
Dans ce nom, le nom de famille précède le nom personnel.
Batailles
Bataille de Xincheng - Révolte de Tianshui - Siège de Chencang - Bataille du mont Qi - Bataille des plaines de Wuzhang
Batailles
Yiling/Xiaoting - Campagne contre le Wu - Campagne du Sud - Expéditions de Zhuge Liang - Shiting - Liaodong - Offensive du Wu - Xingshi - Koguryo - Gaoping - Expéditions de Jiang Wei (Didao) - Dongxing - Shouchun - Cao Mao - chute du Shu - Zhong Hui - Chute du Wu
Sima Yi (179 - 7 septembre 251), également orthographié Sseu-Ma Yi (chinois traditionnel : 司馬懿 ; simplifié : 司马懿 ; pinyin : Sīmǎ Yì) était un stratège chinois de l'époque de la fin de la dynastie Han et de la période des Trois Royaumes. Il servit d'abord le Premier ministre Cao Cao, puis les empereurs de la dynastie Wei. Son petit-fils, Sima Yan, prendra le pouvoir et fondera la dynastie Jin.
Sima Yi avait pour prénom social Zhongda (仲達) et, à la consécration de la dynastie, Jin reçut le titre posthume d’empereur Xuan du Jin (晉宣帝) et le nom de temple de Gaozu (高祖). Sima Yi est connu au Japon sous le nom de Shibai Chōtatsu et en Corée sous celui de Samaeui Jungdal.

## Jeunesse
Sima Yi fait partie d'une fratrie de huit frères, tous fameux de par leur lignée. Chacun de ces frères a un prénom social qui se finit par le caractère Da (達). À cause de cette particularité, les frères sont connus comme étant les « Huit Da de Sima » (司馬八達). Ce surnom collectif est une marque de respect, car d'autres groupes de huit administrateurs talentueux avaient eu un tel surnom en des temps plus anciens. Sa famille habite à Luoyang lorsque Dong Zhuo occupe la ville, la détruit et déplace la capitale à Chang'an. Sima Lang, le frère aîné de Sima Yi amène toute la famille sur la terre de leurs ancêtres, dans le comté de Wen. Une fois sur place, il examine la situation locale et prédit que l'endroit va devenir un champ de bataille. Il déplace à nouveau sa famille à Liyang, juste avant que sa prédiction ne se réalise. En 194, lorsque Cao Cao finit par vaincre Lü Bu, Sima Yi accompagne sa famille, qui retourne dans le comté de Wen.

## Au service de Cao Cao
Il existe différentes versions sur la manière dont Sima Yi se met au service de Cao Cao, mais toutes s'accordent sur le fait qu'il accepte son premier poste auprès de Cao à l'âge de 30 ans.
Selon le Livre des Jin, Sima Yi pense que la dynastie Han va bientôt disparaître et n'est absolument pas motivé pour rejoindre Cao Cao, qui a déjà pris le contrôle du gouvernement des Han. Il refuse les demandes de Cao Cao qui le presse d'entrer à son service, sous prétexte d'une maladie. Cao ne croit pas une seconde que Yi soit malade et envoie des hommes pour l'espionner pendant la nuit. Sima Yi, au courant de cette petite expédition, reste au lit toute la nuit et n'en bouge pas. En 208, Cao Cao devient premier ministre et donne l'ordre à Sima Yi d'entrer à son service. Il donne un ordre très clair à ceux qui vont porter son message à Yi : « S'il tarde, arrêtez-le. » Effrayé de ce qu'il pourrait lui arriver, Sima Yi finit par accepter le poste de Wenxueyuan (文学掾), ce qui correspond à « gestionnaire des affaires internes ».
On trouve une autre version dans le Wei lüe. Selon cette chronique, Cao Hong, un jeune cousin de Cao Cao, a demandé que Sima Yi le rejoigne, afin de se lier d'amitié avec Lui. Yi n'ayant pas une très haute opinion de Cao Hong, feint d’être malade en marchant avec une canne, afin d'éviter de le rencontrer. Furieux, Cao Hong va voir Cao Cao et lui dit ce qui est arrivé. Cao Cao écoute son cousin attentivement, puis demande personnellement à Sima Yi de le rejoindre. Alors seulement Sima Yi accepte d'entrer officiellement au service de Cao Cao.
Sous les ordres de Cao Cao, Sima Yi est promu au rang de dongcaoyuan (東曹掾), greffier (主簿), et major (司馬). En 215, lorsque Cao Cao finit par obliger Zhang Lu à se rendre, Sima Yi suggère à Cao Cao de continuer à avancer vers le sud et de pénétrer dans la province de Yi, avant que Liu Bei n'affermisse son contrôle sur cette zone. Mais Cao Cao n'écoute pas son conseil. Sima Yi fait également partie des conseillers qui plaident pour la re-création et le développement du système des tuntian et qui pressent Cao Cao de prendre le titre de Roi Vassal - « Roi de Wei ».

## Au service de Cao Pi
Avant même la mort de Cao Cao, Sima Yi fait partie des proches de son successeur désigné, Cao Pi. Lorsque Cao Pi est choisi en 216 comme prince héritier du royaume vassal de Wei, Sima Yi devient son secrétaire. Et lorsque Cao Cao hésite entre Cao Pi et son jeune frère Cao Zhi pour lui succéder, Sima Yi fait partie des soutiens de Cao Pi l'aide à renforcer sa position de seul successeur possible pour son père. Ne s’arrêtant pas là, Sima Yi fait également le nécessaire pour pousser Cao Zhi à démissionner et prendre sa retraite politique. Sima Yi est un ami de longue date de Cao Pi, pour être précis, depuis l'époque où ce dernier est devenu « Général de la Maison ». Et lorsque Cao Pi monte sur le trône, l'influence de Sima devient très importante au sein de la cour.
En 225, Cao Pi lance une campagne contre Sun Quan, pour prendre le contrôle des territoires qu'il domine et qui correspondent au futur royaume de Wu. Pendant qu'il part au combat, il confie la garde de la capitale à Sima Yi, qu'il compare à Xiao He, dont le travail discret qu'il a fait à l’arrière des combats lui ont valu beaucoup d'éloges. Lorsqu'il revient à la capitale après l'échec de cette campagne, Cao Pi remercie à nouveau son subordonné, en lui disant : « Alors que je combattais à l'est, vous êtes resté à la capitale, que vous avez défendue contre le Shu à l'ouest. De la même manière, lorsque je partirai au combat contre le Shu à l'ouest, je vous demanderai de la défendre contre le Wu à l'est. » Sima Yi est rapidement nommé au poste de Lushang Shushi (録尚書事), qui, de fait, lui donne le pouvoir et les responsabilités d'un Premier Ministre du Wei.

## Au service de Cao Rui
En 226, alors que Cao Pi gît sur son lit de mort, il confie son successeur Cao Rui aux bons soins de Sima Yi, Cao Zhen, et Chen Qun. Quand Cao Rui devient Empereur du Wei, il met toute sa confiance en Sima Yi et le nomme général de la Cavalerie Agile 驃騎大將軍 ainsi que commandant militaire des provinces de Yu et Jing, faisant ainsi de lui le gardien de la frontière entre le Wei et le Wu, chargé de défendre son pays contre les troupes de Sun Quan. Enfin, il devient le Marquis de Wuyang.

### Bataille de Xincheng

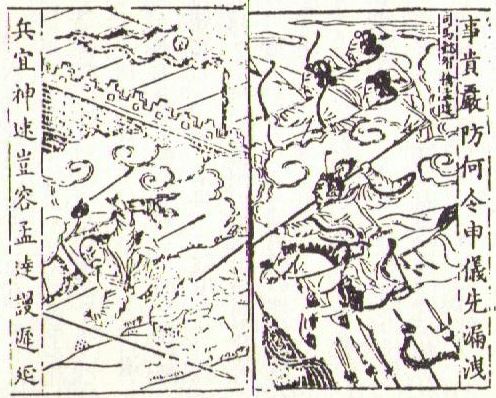
Meng Da tué à Xincheng par les soldats de Sima Yi.

En 220, Meng Da fuit le Shu avec ses proches et se rend au Wei. Dès son arrivée, Cao Pi fait de lui l'administrateur de Xincheng. Sima Yi ne fait pas confiance au nouveau venu et met en garde Cao Pi, qui ne l'écoute pas. En 227, Meng Da commence à prendre contact avec le Wu et le Shu, promettant de trahir le Wei dès qu'une occasion se présente. Alors que Zhuge Liang le presse de répondre, Meng Da prend son temps et semble hésiter. Zhuge Liang tente alors un coup de poker en mettant indirectement au courant Shen Yi, l'administrateur de Weixing (魏興), des intentions de Meng. Lorsque ce dernier apprend qu'il a été découvert, il commence à lever des troupes afin de passer à l'action.
Craignant que Meng Da ne le prenne de vitesse, Sima Yi lui envoie la lettre suivante : « Général, vous vous êtes séparé d'avec Liu Bei et vous vous êtes donné tout entier à notre royaume. En retour, nous vous avons confié cette grande responsabilité, ce devoir, qu'est la garde de la frontière et nous vous avons confié la tâche de contrer toute invasion venant du Shu. C'est une preuve sans équivoque que nous croyons en vous. Les hommes du Shu sont des imbéciles qui vous haïssent profondément depuis que vous n’êtes pas allé au secours de Guan Yu. Kongming veut vous voir revenir au Shu uniquement parce qu'il n'a pas d'autre choix possible pour s'emparer de la ville que vous défendez. Ce que Guo Mo a dit à Shen Yi est grave. Pourquoi Zhuge Liang lui a-t-il donné l'ordre de révéler si facilement ce que vous complotiez ? Il n'est pas difficile de comprendre pourquoi il a tenté un coup aussi risqué. » Rassuré et pensant être tranquille, Meng Da ralentit ses préparatifs. Sima Yi étant en poste à la frontière entre le Wu et le Wei, il pense qu'il lui faudra un mois pour obtenir de l'empereur Cao Rui l'autorisation de lever des troupes, procéder à la levée et enfin arriver à Xincheng. En fait, alors que Meng est en train de faire ce calcul Sima Yi est déjà en route avec son armée et arrive à Xincheng en huit jours. Pris de court, Meng Da est rapidement vaincu et tué pendant les combats,,. Ce succès contribue indirectement à la victoire du Wei lors de la bataille de Jieting, ce qui vaut de nombreuses félicitations et autres récompenses à Sima Yi.

### Expéditions nordiques de Zhuge Liang
Lorsque Cao Zhen meurt en 231, le Wei perd celui qui s'occupait de défendre le royaume contre les expéditions nordiques de Zhuge Liang. C'est Sima Yi qui le remplace et se charge de défendre la frontière ouest du Wei, et ainsi se retrouver pour la première fois face à Zhuge Liang, lors de la bataille du mont Qi. Sima Yi craignant de subir une défaite en cas de bataille rangée, il préfère laisser son armée en sécurité derrière des fortifications et attendre que, comme pour les précédentes expéditions nordiques, l'armée du Shu soit obligée de se replier une fois ses provisions épuisées. À aucun moment il n'essaye de déclencher une confrontation directe avec Zhuge Liang, ce qui lui vaut les moqueries de ses subordonnés, qui voient en lui la risée du monde entier. Sous la pression de ses subordonnés, il finit par autoriser ses généraux à attaquer les positions du Shu, ce qui aboutit à une défaite cinglante pour le Wei, qui perd en une bataille 3 000 soldats, 5 000 armures complètes en fer et 3 000 arbalètes. Lorsque Zhuge Liang, à court de vivres, finit par se replier, Sima Yi donne l'ordre à Zhang He de poursuivre l'armée du Shu, mais Zhang finit tué dans une embuscade.
La seconde confrontation entre Sima Yi et Zhuge Liang a lieu en 234, lors de la bataille des plaines de Wuzhang. À cette date, Cao Rui a bien compris les problèmes de ravitaillement du Shu et appuie la tactique de Sima Yi en lui donnant personnellement l'ordre de rester avec ses troupes dans son fort et d'attendre que l'ennemi se replie. Ainsi, lorsque les deux armées se retrouvent face à face dans les plaines de Wuzhang, Sima Yi ne lance aucune attaque contre les troupes du Shu, et ce malgré les nombreux défis que Zhuge Liang lui lance. Ainsi, pour provoquer son ennemi, Zhuge Liang envoie à Sima Yi des habits de femme, suggérant que ce dernier doit être une femme pour refuser ainsi le combat. Lorsqu'ils l'apprennent, les officiers du Wei sont fous de rage, mais Sima Yi ne répond pas à la provocation. Pour apaiser la situation et ses subordonnés, Sima Yi envoie un message à l'Empereur Cao Rui dans lequel il lui demande la permission d'attaquer l'ennemi. Lorsqu'il reçoit cette demande, Cao Rui comprend quelle est la situation et envoie Xin Pi, un de ses conseillers, auprès de Sima Yi pour qu'il invite les troupes du Wei à la patience. Lors d'une autre tentative, Zhuge Liang envoie un émissaire à Sima Yi pour le presser d'engager le combat. Sima Yi reçoit l’émissaire, mais ne parle absolument pas des affaires militaires avec lui. À la place, il l'interroge sur Zhuge Liang et sa manière de travailler. Un peu surpris par la tournure de la conversation, l'émissaire lui répond que Zhuge Liang supervise personnellement toutes les affaires militaires, quelle que soit leur importance. Il gère aussi bien les tactiques militaires que les rations pour ceux qui montent la garde la nuit, mais lui-même mange peu. Sima Yi remercie l'émissaire et le renvoie dans le camp du Shu, puis explique à un de ses aides de camp que Zhuge Liang n'en a plus pour longtemps à vivre.

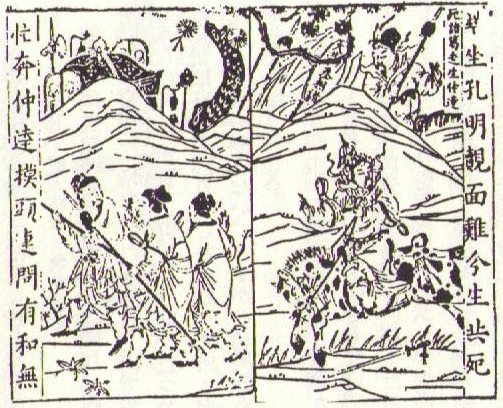
Sima Yi fuyant un Zhuge Liang mort

La prédiction de Sima Yi se réalise rapidement, car Zhuge Liang tombe malade et meurt peu de temps après. À la suite du décès de leur premier ministre, les troupes du Shu se retirent discrètement de leur camp, en gardant secrète la mort de Zhuge. Malgré ces précaution, Sima Yi finit par être mis au courant de la mort de son ennemi par des habitants des villages alentour. Immédiatement, il mobilise ses hommes et se lance à la poursuite de l'armée qui se replie ; mais lorsqu'il réussit à les rattraper, Jiang Wei et Yang Yi font immédiatement faire faire demi-tours à leurs troupes et se mettent en position de combat, alors que s'avance un chariot où semble trôner Zhuge Liang. Voyant cela, Sima Yi repense à la manière dont Zhang He est mort et, craignant que la nouvelle de la mort de Zhuge Liang ne soit qu'une ruse, il donne immédiatement l'ordre de se replier. Quelque temps plus tard, il apparaît que le premier ministre du Shu est bien mort et que celui qui est apparu sur le champ de bataille n'était qu'un leurre. Très vite, la nouvelle que Sima Yi s'est enfui devant un Zhuge Liang mort se répand, et finit par créer un dicton populaire disant que : « Un Zhuge mort fait fuir un Zhongda vivant (死 諸葛 嚇走 活 仲達) ». Lorsque Sima Yi entend parler de ce proverbe qui le tourne en ridicule, il répond en riant : « Je peux prévoir ce que font les vivants, mais pas ce que font les morts. »

### L’expédition contre Gongsun Yuan
Lorsque Gongsun Yuan se révolte au Liaodong, c'est d'abord Guanqiu Jian qui tente de mater le rebelle, mais il vaincu lors d'une bataille à Liaosui, à proximité du fleuve Liao. Après sa victoire, Gongsun Yuan prend le titre de « Roi de Yan ». Face à cette provocation, Cao Rui fait appel à Sima Yi pour organiser une nouvelle expédition contre Gongsun. Une fois arrivé sur place, Sima Yi inflige deux défaites à Gongsun Yuan et l'oblige à se replier à l'intérieur des murailles de Xiangping, devant lesquelles il met le siège. De fortes pluies offrent un sursis temporaire à Gongsun, mais dès qu'elles s’arrêtent, Sima Yi lance une attaque massive et par tous les côtés contre la ville. La cité tombe rapidement et Gongsun Yuan est tué en même temps que ses fils alors qu'il essaye de fuir.

## Au service de Cao Fang et coup d'état
Alors que Cao Rui gît sur son lit de mort, il a des doutes concernant Sima Yi, et, au début, pense à l'écarter de la régence de Cao Fang, son successeur. Il veut confier Cao Fang aux bons soins de son oncle Cao Yu, qui serait le régent principal, avec Xiahou Xian (夏侯獻), Cao Shuang, Cao Zhao (曹肇), et Qin Lang comme corégents. Cette solution ne convient pas à Liu Fang (劉放) et Sun Zi (孫資), deux des hommes de confiance de l'empereur mourant. En effet, ceux-ci sont en mauvais termes avec Xiahou Xian et Cao Zhao, et ils craignent pour leur avenir si jamais Xiahou et Cao arrivent au pouvoir. Ils font donc le nécessaire pour convaincre Cao Rui de changer d'avis et nommer régents leur ami Cao Shuang ainsi que Sima Yi, et de les inclure aussi dans le conseil de régence. Cao Yu, Cao Zhao et Qin Lang sont exclus de la régence.
Dans un premier temps, Cao Shuang et Sima Yi partagent le pouvoir, mais très vite Cao Shuang se lance dans de nombreuses manœuvres politiques, visant a octroyer de nombreux titres honorifiques à Sima Yi, dont celui de Grand Tuteur, tout en le privant de réel pouvoir. Une fois son but atteint, Cao Shuang prend seul toutes les décisions importantes et arrête de consulter Sima Yi. Rapidement, Cao Shuang installe à des postes clefs ses différents associés, comme Deng Yang (鄧颺), Li Sheng (李勝), He Yan (何晏) et Ding Mi (丁謐). Ces gens, connus pour être talentueux mais dénués de sagesse, deviennent tout puissants et excluent des lieux de pouvoirs tous les officiels qui ne partagent pas leurs points de vue.

### Campagne du Wu contre le Wei
En 241, Sima Yi reçoit les pleins pouvoirs militaires pour repousser une importante attaque du Wu. Il prend personnellement la tête des troupes envoyées en renfort au général Hu Zhi, le gouverneur militaire du comté de Fan, et repousse Zhu Ran. Après sa victoire, Sima Yi lance ses troupes à la poursuite des fuyards et rattrape l'armée du Wu à Sanzhoukou où la bataille s’achève par un véritable massacre des ennemis du Wei.
Quelques mois après la victoire de Sima Yi sur Sun Quan, la cour du Wei examine la possibilité de développer des programmes agricoles dans les provinces de Yang et de Yu. Sima Yi envoie Deng Ai inspecter ces terres, et ce dernier revient avec un rapport préconisant de créer une série de canaux pour irriguer les terres. Sima Yi met en pratique les suggestions de Deng Ai et élimine ainsi non seulement les pénuries alimentaires à répétition, mais aussi des problèmes locaux d'inondation.
Deux ans plus tard, en 243, Zhuge Ke lance une nouvelle attaque surprise contre Lu'an, qui lui permet de capturer un grand nombre de prisonniers. Peu après, il commence des préparatifs pour lancer une attaque contre Shouchun, pendant que Sima Yi, qui a anticipé le plan de Zhuge, envoie des troupes au comté de Shu, pour défendre la région contre une éventuelle attaque. Voyant cela, Sun Quan mute Zhuge Ke à la Commanderie de Chaisang,.

### Coup d'état
Cao Shuang ne se satisfait pas d’être « seulement » tuteur de l'empereur et cherche à se bâtir une réputation dans le domaine militaire. Pour y arriver, il lance en 244 une grande campagne contre le Shu dont la première étape est la prise de Hanzhong, une grande et puissante ville située à la frontière du Shu et du Wei. Il part à l'attaque sans avoir effectué une planification logistique minutieuse et choisit de passer par la route la plus courte, mais la plus pauvre en sources d'eau potable. Si les combats eux-mêmes ne sont pas décisifs, Cao Shuang est obligé de se replier en catastrophe lorsque son armée, à court de vivre est décimée par la faim, la soif et la fatigue. Talonné par ses ennemis, il regagne le Wei de justesse, en laissant derrière lui de nombreux morts. En dépit de cet échec sanglant sur le champ de bataille, Cao Shuang réussit à conserver les rênes du pouvoir. En 247, Sima Yi, conscient de son impuissance, feint d’être gravement malade et se retire de la vie publique. Suspicieux, Cao Shuang envoie Li Sheng rendre visite à Sima sous un faux motif, pour déterminer si oui ou non ce dernier est vraiment malade. Sima Yi n'est absolument pas dupe sur le but réel de cette visite et trompe Li en jouant la comédie du grand malade sénile en sa présence.
En 249, Sima Yi décide de passer à l'action. Alors que Cao Fang et Cao Shuang ont quitté la capitale pour une visite officielle à la tombe de Cao Rui, Sima Yi fait fermer toutes les portes de la ville de Luoyang, en prétendant avoir reçu l'ordre de le faire de la part de l'impératrice douairière Guo et avec le soutien d'un certain nombre de fonctionnaires opposés à Cao Shuang. Ensuite, il présente un rapport à l'empereur Cao Fang, où il accuse Cao Shuang d'usurper le pouvoir et de corrompre le gouvernement et demande la déposition de Cao Shuang et ses frères. Lorsqu'il apprend la nouvelle, Cao Shuang est pris de panique et ne sait pas comment réagir. Huan Fan, son conseiller principal, lui recommande de prendre Cao Fang avec lui et de l'amener à Xuchang, la capitale secondaire du Wei, et de s'y retrancher avec ses troupes pour y résister à Sima Yi. Cao préfère renoncer à ses troupes et au pouvoir, après que Sima Yi lui ait promis qu'il pourrait continuer à mener une vie de luxe. Cependant, Sima Yi revient vite sur sa promesse et fait exécuter Cao Shuang, ses associés, ainsi que leurs clans respectifs, sur des accusations de trahison.
Suivant une théorie qui ne fait pas l'unanimité, certains pensent que Sima Yi avait l'intention de trahir le clan Cao depuis qu'il était entré au service der Cao Cao. En effet, Cao Cao aurait dit une fois à Cao Pi que Sima Yi avait des ambitions cachées, et qu'il ne se contenterait pas de servir les autres pendant toute sa vie.
Après avoir pris le contrôle du pouvoir, Sima Yi élimine soigneusement mais inexorablement ceux qui sont des menaces réelles ou potentielles pour son autorité. Pourtant, dans le même temps, il s'efforce de se démarquer le plus possible de celui dont il semble suivre la trace : Cao Cao. Ainsi, quand Cao Fang lui offre le Jiu xi, il refuse vigoureusement et ne l'accepte qu'après plus de trois offres. Le jeune empereur de 18 ans se laisse enfermer dans une position vulnérable en accordant une telle influence et un tel pouvoir à un de ses subordonnés. Sima Yi, cependant, a le soutien du peuple, car il éradique la corruption et l'inefficacité, qui étaient les caractéristiques principales de la régence de Cao Shuang, et en promouvant un certain nombre de fonctionnaires honnêtes. L'empereur va jusqu’à lui a offrir le titre de chancelier impérial, qu'il refuse.

### Rébellion au Shouchun
En 249, Wang Ling, un puissant général chargé de protéger la ville de Shouchun, planifie une rébellion contre Sima Yi et sa mainmise sur les affaires de l'État. Il s'associe à Cao Biao (曹彪), le Prince de Chu et fils de Cao Cao, qui doit devenir le nouvel empereur après la destitution de Cao Fang. En 251, Wang Ling est prêt à passer à l'action, quand Huang Hua (黃華) et Yang Hong (楊弘), deux de ses associés, dévoilent son plan à Sima Yi. Ce dernier marche rapidement sur Souchun à la tête d'une armée et obtient la reddition de Wang contre une promesse de pardon. Wang Ling sait parfaitement qu'il n'a pas encore les forces nécessaires pour résister à Sima Yi, mais aussi que ce dernier ne tiendra pas sa promesse. Il se rend pour éviter un conflit inutile, puis se suicide par le poison pendant son transport à Luoyang. Le clan de Wang Ling et ceux de ses associés sont exécutés, pendant que Cao Biao reçoit un courrier lui donnant l'ordre de se suicider.

### Mort
Sima Yi meurt de maladie en 251, peu de temps après avoir écrasé cette rébellion et avoir assuré la mainmise de son clan sur le Wei. C'est son fils Sima Shi qui lui succède.

## Famille
Sima Yi est marié à Zhang Chunhua.

## Postes officiels et titres
Sima Yi eut de nombreux postes officiels et de très nombreux titres tout au long de sa vie, incluant :
- Shangji Yuan (上計掾 ; poste purement administratif)
- Officier des Écritures (文學掾)
- Gentilhomme de la Porte Jaune (黃門侍郎)
- Consultant (議郎)
- Officier du Bureau de l'Est du Bureau du chancelier (丞相東曹屬)
- Officier du Bureau d'enregistrement du Bureau du chancelier (丞相主簿)
- Major de l'Armée (軍司馬)
- Marquis du Village de Hejin (河津亭侯)
- Greffier en Chef du Chancelier (丞相長史)
- Secrétaire Impérial (尚書)
- Inspecteur de l'Armée (督軍)
- Greffier Adjoint du Palais Impérial (禦史中丞)
- Marquis du district d'Anguo (安國鄉侯)
- Surveillant du Palais (侍中)
- Directeur adjoint de la droite du Secrétariat impérial (尚書右僕射)
- Marquis du district de Xiang (向鄉侯)
- Jishizhong (給事中)
- Secrétaire Impérial (錄尚書事)
- Marquis de Wuyang (舞陽侯)
- Général de la Cavalerie Agile (驃騎將軍)
- Général en Chef (大將軍)
- Grand Vice-roi (大都督)
- Grand Commandant (太尉)
- Grand Tuteur (太傅)

Honneurs et titres posthumes
- Chancelier Impérial (相國)
- Wenzhen (文貞)
- Wenxuan (文宣)
- Roi Xuan (宣王)
- Empereur Xuan (宣皇帝)
- Gaozu (高祖; lit. « Grand Ancêtre ») (nom de temple)

## Postérité
En 316, après la chute de la dynastie Jin de l'Est, on assiste à un changement des mentalités et l'idée que le Wei était le successeur légitime de la dynastie Han, recule au profit d'un regain de popularité du Shu Han et des prétentions au trône de ses empereurs. Avant ce changement, Sima Yi était décrit comme quelqu'un de droit et juste dans Livre des Jin et était quasiment déifié. Par la suite, Sima Yi commence à être calomnié ; une vision qui a atteint un point culminant dans le Roman des Trois Royaumes, un roman historique de Luo Guanzhong. Dans le roman, Sima Yi est dépeint comme le serviteur dévoué de Cao Cao, obsédé par ses idéaux, au point de finir par perfectionner sa façon d'usurper le pouvoir d'un dirigeant faible et de l'utiliser pour faire tomber les descendants de Cao Cao lui-même. D'un point de vue historique, bien des éléments du livre sont en contradiction avec les chroniques de l'époque et viennent soit de l'imagination de Luo Guanzhong, soit de vieux contes populaires ayant traversé les siècles.
Même si l’œuvre que Sima Yi a accomplie pour le Wei est considérable, le débat sur ses réelles motivations reste largement ouvert. On ne saura probablement jamais si Sima Yi a agi de manière bienveillante, tel Huo Guang destituant un empereur incapable pour assurer la continuité de la dynastie Han, ou s'il a agi par pure ambition, tel Wang Mang usurpant le pouvoir pour fonder la brève dynastie Xin. Sa mort, quelques années après avoir repris les rênes du pouvoir, ne laisse aucune réponse définitive à ses intentions sur le devenir du Wei.

## Légendes
Une des légendes qui courent sur Sima Yi veut qu'il avait la capacité de faire tourner sa tête à 180° sur son cou, et ainsi pouvoir regarder derrière lui sans avoir à se retourner. Cette caractéristique a été appelée la « rotation en arrière du loup » (狼顧), en référence à la croyance populaire chinoise qui veut que les loups sont prudents et conscients de tout ce qui passe autour d'eux ; comme s'ils avaient des yeux derrière la tête. Il est dit que lorsque Cao Cao a entendu parler de cette rumeur, il a voulu vérifier de lui-même si elle était fondée. Si l'on en croit la légende, il se serait faufilé sans faire de bruit derrière Sima Yi et l'aurait appelé par son nom. Sima Yi aurait alors fait tourner sa tête à 180° sur son cou pour voir qui l'interpellait. Selon le Livre des Jin, c'est après avoir vu cela que Cao Cao serait devenu suspicieux envers Sima Yi et aurait commencé à dire « Cet homme dissimule de grandes ambitions ». Cao Pi aurait aussi dit à propos de Sima Yi : « Cet homme n'a probablement pas l'intention de finir ses jours en tant que simple serviteur. »
Il convient de noter que l'auteur de cette déclaration varie suivant les sources. Ainsi, comme on l'as vu plus haut dans cet article, certaines sources rassemblent ces deux phrases en une seule, attribuée à Cao Cao.